# Jean-Stan Du Pac
Jean-Stan Du Pac (5 giugno 2003) è un attore francese.

## Biografia
Figlio dell'attore Benoît DuPac, Jean-Stan si è formato al conservatorio di Rocquencourt.
Ha debuttato come attore giovanissimo, all'età di undici anni, ed ha recitato in particolare per il cinema come nei film Boomerang, Le Cœur en braille e Alone.
Lavora anche come doppiatore.

## Filmografia

### Cinema
- Zygomatiques, regia di Stephen Cafiero - cortometraggio (2013)
- La volante, regia di Christophe Ali e Nicolas Bonilauri (2015)
- Boomerang, regia di François Favrat (2015)
- Le Cœur en braille, regia di Michel Boujenah (2016)
- Alone (Seuls), regia di David Moreau (2017)

### Televisione
- La collection - Ecrire pour... le jeu des sept familles - serie TV, 1 episodio (2013)
- Malaterra – miniserie TV (2015)
- Camping paradis - serie TV, 1 episodio (2021)

## Doppiaggio

### Cinema
- Noah Jupe in Suburbicon e Wonder
- Jakob Davies in Resta anche domani
- Levi Miller in Pan - Viaggio sull'isola che non c'è
- Owen Wilder Vaccaro in Daddy's Home
- Zion Rain Leyba in Crazy Dirty Cops
- Ty Consiglio in La bambola assassina

### Televisione
- Emjay Anthony in Rake
- Max Charles in The Strain
- Dylan Kingwell in Una serie di sfortunati eventi
- Matt Lintz in The Walking Dead
- Damian Hardung in Il nome della rosa
- Skylar Gaertner in Ozark (2° voce, dopo la stagione 3)
- Nicolas Cantu in The Walking Dead: World Beyond

### Film d'animazione
- Ben in La canzone del mare
- Marlon in Luis e gli alieni

### Serie animate
- Danny in Baby Boss - Di nuovo in affari